# Guy Reiss
| 1213 Algeria   | 5 dicembre 1931  |
| 1237 Geneviève | 2 dicembre 1931  |
| 1299 Mertona   | 18 gennaio 1934  |
| 1300 Marcelle  | 10 febbraio 1934 |
| 1376 Michelle  | 29 ottobre 1935  |

Guy Reiss (1904 – 1964) è stato un astronomo francese.
Lavorò dapprima all'Osservatorio di Algeri e quindi all'Osservatorio di Nizza.
Il Minor Planet Center gli accredita la scoperta di cinque asteroidi, effettuate tra il 1931 e il 1935.
Gli è stato dedicato l'asteroide 1577 Reiss.